# Alto Gállego
Alto Gállego (arag. Alto Galligo, kat. Alt Gàllego) – comarca w Hiszpanii, w Aragonii, w prowincji Huesca. Stolicą jest Sabiñánigo. Comarca ma powierzchnię 1359,8 km². Mieszka w niej 14 820 obywateli.

## Gminy
- Caldearenas – 231
- Hoz de Jaca – 70
- Panticosa – 820
- Sabiñánigo – 10345
- Sallent de Gállego – 1536
- Yebra de Basa – 152
- Yésero – 69